# انتشارات قدیانی
انتشارات قدیانی یک مرکز نشر خصوصی است که از سال ۱۳۵۵ هجری خورشیدی شروع به کار کرده‌است. نادر قدیانی صاحب امتیاز نشر قدیانی است. این انتشارات با چاپ و نشر ۱۷۰۰ کتاب برای کودکان و نوجوان بهترین ناشر کتاب‌های کودک و نوجوان است که موفق به کسب هفت لوح ناشر نمونه کشوری شده‌است. از جمله جوائز این مرکز نشر می‌توان به دریافت جوایز بهترین کتاب سال جمهوری اسلامی ایران در ۴۲ عنوان و ۲۰ مجموعه اشاره کرد. 
این مؤسسه هر سال در نمایشگاه بین‌المللی کتاب تهران حضور داشته.
این موسسه ، در زمینه ترجمه رمان های مشهور بین‌المللی مانند کتاب پیتر پن پیشگام بوده است. انتشارات قدیانی عضو مجمع ناشران انقلاب اسلامی، از طیف ناشران نزدیک به نظام است.